# Uovo dell'Ordine di San Giorgio
L'Uovo dell'Ordine di San Giorgio è una delle uova imperiali Fabergé, un uovo di Pasqua gioiello che l'ultimo zar di Russia, Nicola II donò a sua madre, l'imperatrice vedova Marija.
Questo fu l'ultimo uovo che l'imperatrice vedova ricevette, poiché l'Uovo di betulla della Carelia, a lei destinato, non fu mai consegnato.
Fu fabbricato a San Pietroburgo nel 1916, durante la prima guerra mondiale, per conto del gioielliere russo Peter Carl Fabergé, della Fabergè che diede all'Uovo dell'Ordine di San Giorgio, ed al contemporaneo Uovo d'acciaio, un aspetto dimesso il linea con l'austerità imposta dal periodo bellico.
Ciononostante Fabergé fatturò la non trascurabile somma di 13.347 rubli per le due uova.

## Proprietari
L'imperatrice vedova Marija Fedorovna portò con sé l'uovo quando si recò a Kiev nel maggio 1916, evitando così la Rivoluzione d'ottobre. 
Il Governo provvisorio russo la costrinse ad andare in Crimea da dove fuggì nel 1919 a bordo della HMS Marlborough; Marija Fëdorovna si stabilì nella sua casa a Hvidøre in Danimarca, dove morì il 13 ottobre 1928.
I suoi gioielli, valutati 100.000 sterline dalla gioielleria R. G. Hennel & Sons, furono venduti per un totale di 136.624 sterline, alcuni furono acquistati dalla stessa Regina Mary.
L'Uovo dell'Ordine di San Giorgio fu invece ereditato dalla granduchessa Ksenija Aleksandrovna Romanova e dopo la sua morte nel 1960 fu aggiudicato ad un'asta da Sotheby's, per l'equivalente di 30.910 dollari, alla Fabergé Company.
A la Vieille Russie di New York lo acquistò per rivenderlo nel 1976 alla Forbes Magazine Collection.
Il 4 febbraio 2004 la casa d'aste Sotheby's ha annunciato che, senza passare per una pubblica asta, Viktor Vekselberg aveva acquistato la Forbes Magazine Collection per quasi 100 milioni di dollari, in questo modo più di 180 opere d'arte Fabergé, incluse nove delle rare uova imperiali, dopo circa ottant'anni sono tornate nel loro paese d'origine dove dal novembre 2013 sono esposte al Museo Fabergé di San Pietroburgo.

## Descrizione
L'uovo è cesellato e smaltato con un pergolato di foglie verdi e piccole croci di San Giorgio e coperto da smalto perlaceo traslucido.
Un nastro dell'Ordine Imperiale di San Giorgio, in smalto arancio traslucido e nero, è drappeggiato attorno all'uovo e forma dei fiocchi. Sotto due dei fiocchi, contornate dal nastro, sono poste due medaglie che, per mezzo di piccoli pulsanti, si aprono sollevandosi.
Su una di tali medaglie è raffigurata la croce dell'Ordine di San Giorgio in smalto bianco e rosso; aprendola rivela un ritratto in miniatura dello Zar Nicola II.
Sull'altro lato dell'uovo una medaglia di San Giorgio d'argento reca il profilo di Nicola II, sul bordo è scritto in cirillico "Sua Maestà Nicola II, autocrate di tutte le Russie".
Si apre per rivelare un ritratto in miniatura dello Zarevic Aleksej; sul rovescio della medaglia è inscritto in cirillico, "Per coraggio, IV classe".
Nella parte inferiore del bordo della medaglia di San Giorgio è inciso in caratteri cirillici "Fabergé".
Sulla parte superiore dell'uovo è applicato il monogramma coronato di Marija Fëdorovna, in argento, circondato da una corona di fogliame a bacca in smalto trasparente verde e rosso tra bordi di smalto bianco.
Una simile corona racchiude la data "1916", in argento, applicata all'estremità inferiore dell'uovo.

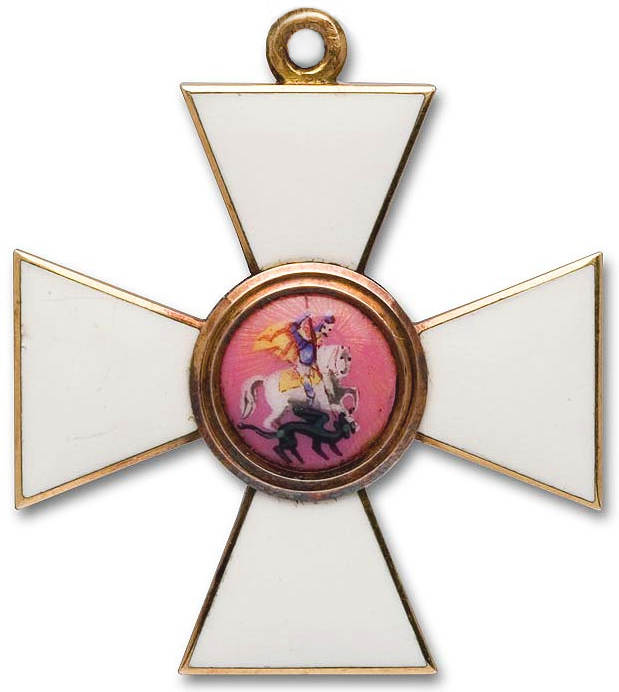
Croce dell'Ordine di San Giorgio di IV classe.

## L'Ordine di San Giorgio
L'Uovo dell'Ordine di San Giorgio celebra la Medaglia di San Giorgio di quarta classe,  da indossare con nastro,  conferita il 17 ottobre 1915 allo Zarevic Aleksej Nikolaevič e la Croce di quarta classe dell'Ordine Imperiale di San Giorgio della quale il 25 ottobre 1915 era stato insignito lo zar Nicola II, nella sua qualità di comandante supremo delle forze russe, su raccomandazione del maggior generale principe Anatolij Bariatinskii.
Lo stesso anno Fabergé aveva creato l'Uovo d'acciaio che allude all'Ordine di San Giorgio nella decorazione a forma di losanga sul guscio e in quella della cornice della sorpresa.
Lo Zar era orgoglioso di questa onorificenza e portò la croce in Siberia nel 1917, fu ritrovata nascosta nel bagno della Casa Ipat'ev, ultima dimora della famiglia imperiale, dove furono assassinati nella notte tra il 16 ed il 17 luglio 1918.